# Zgornji Porčič
Zgornji Porčič este o localitate din comuna Sveta Trojica v Slovenskih goricah, Slovenia, cu o populație de 463 de locuitori.